# 河内国家大学医学药学大学
河内国家大学医学药学大学（VNU-UMP）是越南一所专门培养医学和药学人才的大学，也是河内国家大学的成员。
现有教职工260余人，在校各类全日制学生达3204余人，其中研究生374余人。

## 历史沿革
- 2010年5月，河内国家大学（VNU-HN）原校长梅仲润发布决定，成立越南国家河内大学医学药学院。
- 2012年，河内国家大学组织招生，开设两门专业：临床医学和药学。
- 2020年10月，越南总理批准，在继承河内国家大学医学药学院的基础上，成立河内国家大学-医学药学大学，由越南国家河内大学校长批准。
- 2022年12月，河内国家大学医学药学大学举行仪式，宣布决定成立口腔医学系。
- 2023年5月，越南国家河内大学医学药学大学举行仪式，宣布决定成立药学系。
- 2023年11月，越南国家河内大学医学药学大学举行仪式，宣布决定成立医学系。

## 校园环境
校园主校区位于河内市纸桥郡望后坊范文同街2B号，此外还有两家附属医院。学校建于2010年，并于2012年开始招生。

## 历任校长
- 张越勇 2010年-2016年
- 阮清海 2016年-2018年
- 黎玉诚 2018年-

## 学院设置
院系
- 药学院
- 医学院
- 口腔医学院
- 和洛校区

研究中心
- 教育质量保障与考试中心
- 社会需求培训中心

工程研究中心
- 科技与医学技术研究发展服务中心

医院
- 医科大学附属医院
- 河内国家大学医院

实验室
- 药物制剂与工艺实验室
- 天然化合物化学与生物效应实验室
- 药代动力学与生物药物制剂实验室
- 诊断与临床辅助医学实验室
- 药用植物园

## 知名人物
知名教师
- 黎玉城 越南心血管和胸外科协会主席
- 陶春姬 白梅医院院长
- 郑婷海 河内中央口腔医院原院长
- 阮写绒 中央肺科医院原院长
- 阮明凯 卫生部药用植物园院长